# Alfred North Whitehead
Alfred North Whitehead (Ramsgate (Kent), 15 februari 1861 - Cambridge (Massachusetts), 30 december 1947) was een Brits-Amerikaanse filosoof, natuurkundige en wiskundige. Zijn bekendste wiskundige werk is de Principia Mathematica, dat hij schreef met Bertrand Russell. In de natuurkunde was zijn bekendste werk een zwaartekrachtstheorie die decennialang concurreerde met de algemene relativiteitstheorie van Albert Einstein. In de filosofie was hij de grondlegger van de procesfilosofie.

## Leven
Whitehead was een Brit van geboorte en zoon van een anglicaans geestelijke. Het grootste deel van zijn leven verbleef hij in Engeland, maar zijn grootste invloed kreeg hij in de Verenigde Staten.
In Cambridge had hij zich ontwikkeld tot een eersteklas wiskundige. Daarna richtte hij zijn aandacht op de logica.
Van 1910-1924 verbleef hij in Londen. Daar werd hij benoemd als hoogleraar toegepaste wiskunde.
Op 63-jarige leeftijd vertrok hij naar de Verenigde Staten. Van 1924-1937 doceerde hij aan de Harvarduniversiteit.

## Filosofie
Een belangrijke bijdrage van Whitehead aan de filosofie is zijn ontwikkeling van de "philosophy of organism", oftewel procesfilosofie.
Volgens hem is de werkelijkheid opgebouwd uit 'actuele entiteiten'. Deze entiteiten zijn gebeurtenissen. Daarom spreekt Whitehead ook wel over 'actuele gebeurens' (actual occasions). Objecten zijn vaste patronen binnen deze actuele gebeurens. De werkelijkheid hierbij is één groot proces van elkaar opvolgende gebeurtenissen. Een actueel gebeuren omvat ook de daaraan voorafgaande gebeurtenissen en voegt er zelf ook nieuwe elementen aan toe. Daarom noemde Whitehead dit proces ook wel samengroeiing (concrescense). Zo'n actueel gebeuren geeft deze informatie en gebeurtenissen ook weer door naar een nieuwe entiteit. Whitehead noemde dit proces 'doorgeving' (transition).
Elke actuele entiteit heeft twee kanten: voelen en handelen. Daarom noemt Whitehead een actuele entiteit ook wel ervaringsgebeuren (occasion of experience). Een actuele entiteit heeft ook een actieve en creatieve kant. Samenvattend kunnen we zeggen dat het hele wereldgebeuren enerzijds ervaring is, en anderzijds creativiteit.
Whitehead doorbreekt met deze theorie het cartesiaans dualisme. Volgens hem is er in het universum geen structurele tweedeling. Het universum is een eenheid van op elkaar betrokken actuele entiteiten. Die actuele entiteiten zijn zowel objectief als subjectief. Ze bevinden zich in een voortdurend proces van wording, verandering, groei en toename. Relatie is hierbij het kernbegrip, en niet subject of object. Vanwege deze relatie zijn alle actuele entiteiten wederzijds afhankelijk.
Ook doorbreekt Whitehead op deze manier het dualisme tussen levende en levenloze natuur. Alle entiteiten zijn immers creatief, nemen waar en geven door. De mens is echter wel het hoogtepunt van de natuur, omdat het handelt in grote mate van bewustzijn.

## Theologie
Volgens Whitehead moet het dualisme tussen God en de wereld doorbroken worden. God is immers zelf ook een actuele entiteit. Het verschil tussen God en de wereld is echter wel, dat God een eeuwige actuele entiteit is, en de wereld slechts tijdelijk is.
God verenigt twee verschillende polen in zich. Whitehead noemt deze twee polen de primordiale en de consequente natuur. De primordiale natuur omvat het actieve en creatieve aspect van God. De consequente natuur omvat het passieve en receptieve van God.
In zijn primordiale natuur beïnvloedt God het universum op een positieve manier. God doet dit nooit dwingend. Dat zou Hij zelfs niet eens kunnen. God is in deze opvatting namelijk niet almachtig, omdat de actuele entiteiten nooit totaal gedwongen kunnen worden. God kan de entiteiten echter wel lokken in de richting van het goede. Het doel hiervan is om een zo groot mogelijke harmonie te laten ontstaan. God is hierbij wel eeuwig, ongeschapen en onveranderlijk.
In zijn consequente natuur is God afhankelijk van de wereld. God redt het vergankelijke door het op te nemen in zijn eigen leven. God 'verliest niets dat behouden kan worden'. In tegenstelling tot zijn primordiale natuur, is Gods consequente natuur wel veranderlijk. Maar ze verlaat het oude niet, maar neemt het in liefde op. God beleeft de lijdenservaringen van de wereld mee. In die zin is Hij 'the fellow-sufferer who understands'.
Het denken van Whitehead groeide na de Tweede Wereldoorlog onder impuls van Charles Hartshorne, John B. Cobb en David Ray Griffin uit tot een nieuwe theologische stroming, de procestheologie.

## Werken
- Principia Mathematica (1910-1913), met Bertrand Russell
- An Introduction to Mathematics (1911), Ned. vert. Wiskunde, basis van het exacte denken, vert. door J. Engelfriet, 1965, Het Spectrum, 158p.
- The Organisation of Thought (1917)
- An Enquiry Concerning the Principles of Natural Knowledge (1919)
- The Concept of Nature (1920)
- The Principle of Relativity (1922)
- Science and the Modern World (1925), Ned. vert. De natuurwetenschap in de moderne wereld, vert. door Jan van Rheenen, 1959, Het Spectrum, 210p.
- Religion in the Making (1926), Ned. vert. De dynamiek van de Religie, vertaling en annotatie Jan Van der Veken, 1988, Uitgeverij Pelckmans, 185p.
- Symbolism: Its Meaning and Effect (1927)
- Process and Reality (1929)
- The Aims of Education (1929)
- The Function of Reason (1929)
- Adventures of Ideas (1933)
- Modes of Thought (1938)
- Essays in Science and Philosophy (1947)

## Internationale organisaties
- Center for Process Studies verbonden aan de Claremont School of Theology en opgericht door John B. Cobb en David Ray Griffin. Dit centrum is reeds meer dan vijfendertig jaar het trefpunt voor de studie van het denken van Whitehead en Charles Hartshorne.
- Whitehead Research Project Een programma van het Center for Process Studies die zich bezighoudt met het onderzoek naar en de studie van het leven, de teksten en de filosofie van Alfred North Whitehead. Verder wil het de relevantie van het denken Whitehead verkennen in dialoog met de hedendaagse filosofie.
- European Society for Process Thought De Europese organisatie die het denken van Whitehead bestudeert.
- De Centre de philosophie pratique « Chromatiques whiteheadiennes » van Michel Weber
- International Process Network Een internationale organisatie die het procesdenken in de brede betekenis (m.i.v. Henri Bergson, Teilhard de Chardin, ea.) promoot.

## Whitehead in de Lage Landen
Het denken van Whitehead vond ingang in het Nederlands taalgebied door de werken van Max Wildiers en Jan Van der Veken. Verder behoren Palmyre Oomen en André Cloots tot de Nederlandstalige specialisten in het denken van Whitehead. In Leuven bevond zich aan het Hoger Instituut voor Wijsbegeerte tot 2011 het Proces Documentatie Centrum.

## Nederlandstalige literatuur
- Cloots, André, "Metafysica als speculatieve filosofie bij Whitehead", in: Jan Van der Veken - Martin Moors (red.), Naar leeuweriken grijpen: Leuvense opstellen over metafysica, Leuven: Universitaire pers Leuven, 1994, p. 125-148.
- Cloots, André, “1929 – Process and Reality van Alfred North Whitehead. Een metaphysica van de wording.” in: Boey, K. – Cools, A. – Leilich, J. – Oger, E. (eds.), Ex Libris van de filosofie in de 20ste eeuw – Deel 1: Van 1900 tot 1950, Leuven: Acco, 19992, p. 209 – 226.
- Hosinski, Thomas E., Wat gebeurt er in Gods naam? Een nieuwe kijk op wereld, God en religie vanuit het procesdenken van Alfred North Whitehead, vert. Ben A. Crul, Kapellen: Pelckmans, 1999, 319 p. (vertaling van Stubborn fact and Creative Advance. An introduction into the metaphysics of Alfred North Whitehead, 1993).
- Munnik, René, De wereld als creatieve voortgang : de ontwikkeling van een totaliteitsgedachte bij A.N. Whitehead, Tilburg: Tilburg University Press, 1987, 2 dln., 567 p.
- Oomen, Palmyre, Doet God ertoe? Een interpretatie van Whitehead als bijdrage aan een theologie van Gods handelen, 2de ed. (1ste ed., Kampen: Kok, 1998), Kampen: Klement, 2004, 603 p.
- Van der Veken, Jan (ed., vert.), God en Wereld. Basisteksten uit de proces-theologie, 's-Gravenhage: Meinema, 1989, 204 p. (Met de vertaling van een hoofdstuk uit Process and Reality en een hoofdstuk uit Science and the Modern World.)
- Van der Veken, Jan, Proces-denken, een oriëntatie, Leuven: Centrum voor Metafysica en Wijsgerige Godsleer, H.I.W., 1983, 108 p.
- Flo Patrick,Inleiding tot proces- en evolutiedenken, op eenvoudige wijze uiteengezet voor mensen met om het even welke opleiding, voor iedereen én doet God er dan nog wel toe?, Wilrijk, oktober 2007, uitgave in eigen beheer, in bibl. seminarie Antwerpen, 78 p.

- Bibsys: 90057142
- Biblioteca Nacional de Chile: 000044747
- Biblioteca Nacional de España: XX877886
- Bibliothèque nationale de France: cb12176147f (data)
- Catàleg d'autoritats de noms i títols de Catalunya: 981058515068706706
- CiNii: DA00231499
- Gemeinsame Normdatei: 118632175
- International Standard Name Identifier: 0000 0001 2277 0020
- Library of Congress Control Number: n79058622
- Nationale Bibliotheek van Letland: 000040038
- Mathematics Genealogy Project: 78732
- Bibliotheek van het Japanse parlement: 00460792
- Nationale Bibliotheek van Tsjechië: jn19990009098
- Nationale bibliotheek van Australië: 35604942
- Nationale Bibliotheek van Israël: 987007269811405171
- Nationale Bibliotheek van Polen: a0000001179469
- Nationale en Universitaire bibliotheek Zagreb: 000217773
- Nederlandse Thesaurus van Auteursnamen: 068352824
- Réseau des bibliothèques de Suisse occidentale: 02-A000176377
- Istituto Centrale per il Catalogo Unico: RAVV037966
- LIBRIS: 248665
- SNAC: w6z3212m
- Système universitaire de documentation: 030321778
- Trove: 1011929
- Virtual International Authority File: 17265242
- WorldCat: E39PBJjdbKwDv9gcTKHgXrHjYP

1. ↑  Find a Grave.